# Zincita
La zincita és un mineral de la classe dels òxids que rep el seu nom de la seva composició química (zinc).

## Característiques
La zincita és un òxid de fórmula química ZnO. Cristal·litza en el sistema hexagonal. La seva duresa a l'escala de Mohs és 4.
Segons la classificació de Nickel-Strunz, la zincita pertany a «04.AB: Òxids amb proporció Metall:Oxigen = 2,1 i 1:1, amb Catió:Anió (M:O) = 2:1 (i 1,8:1)» juntament amb els següents minerals: crednerita, tenorita, delafossita, mcconnel·lita, bromellita, bunsenita, calç, manganosita, monteponita, períclasi, wüstita i pal·ladinita.

## Formació i jaciments
Va ser descrita a partir de mostres obtingudes a dues mines del districte miner de Franklin, al comtat de Sussex (Nova Jersey, Estats Units): la mina Franklin, a la localitat de Franklin, i la mina Sterling, a Ogdensburg. Tot i tractar-se d'una espècie no gaire habitual ha estat descrita en tots els continents del planeta a excepció de l'Antàrtida. Fins i tot ha estat trobada en mostres provinents de la Lluna.